# Илергети
Илергетите (на латински: Ilergetes, Ilergetae) са древен иберийски народ, живял на Пиренейския полуостров.
Живели са на територията, североизточно от река Иберус и град Сарагоса в Каталония, североизточна Испания. Техният главен град е Atanagrum (Илерда в днешната провинция Lleida) на река Сегре в Тараконска Испания.
През 206 пр.н.е. те въстават с авсетаните против Сципион Африкански и проконсулите на Испания Луций Манлий Ацидин и Луций Корнелий Лентул се бият с тях.
През 195 пр.н.е. консулът Катон Старши успява да ги победи, за което получава триумфално шествие.